# داغ (ترانه اینا)
«داغ» (به انگلیسی: Hot) تک‌آهنگی از اینا است که در سال ۲۰۰۸ میلادی منتشر شد.
این تک‌آهنگ در چارت‌های ، اسپانیا، در رتبه اول و در چارت‌های والونیا، فرانسه، فلاندرز، جزو ده ترانه اول قرار گرفت.